# Global (компания)
Global (также известна как Global Media & Entertainment) — британская медиакомпания, основанная в 2007 году. Является крупнейшей коммерческой радиокомпанией Европы, также владеет крупнейшим оператором наружной рекламы в Великобритании Outdoor Division.

## История
Компания была основана Эшли Тэйбор Кингом в 2007 году при финансовой поддержке своего отца — мультимиллионера Майкла Тэйбора. Первой сделкой стала покупка за 170 млн ф.с. у Chrysalis Group Chrysalis Radio с радиостанциями Heart, Galaxy, LBC и The Arrow. 31 октября 2008 года Global Radio официально взяла под свой контроль GCap Media с входящими в неё радиостанциями Classic FM, Radio X, Choice FM, Gold и Chill. Ряд местных FM-радиостанций вошла в состав The One Network (многие из которых теперь являются частью сетей Heart или Capital), а также .
После сделки «Global» пришлось продать ряд радиостанций в Мидлендс, которые приобрела «Orion Media» бывшего генерального директора «Chrysalis Radio» Фила Райли.
Местные радиостанции Heritage в районах, которые ещё не обслуживались Heart FM, были постепенно переименованы и включены в более крупную радиосеть Heart, которая охватывает большую часть южной Англии и некоторые части Северного Уэльса. Позже были приобретены станции, которые впоследствии стали радиосетью Heart in the North. Остальные станции ненадолго сформировали сеть Hit Music Network, а затем были объединены с радиосетью Galaxy и Capital London в радиосеть Capital.
25 июня 2012 года Global за 50 — 70 млн ф.с. купила третью по величине радиогруппу GMG Radio, закрепив за собой статус крупнейшего частного игрока на британском радиорынке. В мае 2013 года Конкурсная комиссия постановила, что Global придётся продать семь входящих в радиосеть радиостанций. Первоначально компания предлагала взамен этого продать Real XS в Манчестере и Шотландии и Gold в Восточном Мидлендсе,. После неудачи компания подала апелляцию, которая была отклонена.
6 февраля 2014 года стало известно о продаже ряда станций (Smooth Radio на Северо-востоке и Северо-западе Англии и Западном Мидлендсе, радиостанции Capital в Южном Уэльсе и Шотландии, радиостанции Real Radio в Северном Уэльсе и Йоркшире и радиостанции Real XS в Мачестере) ирландской телекомпании Communicorp, программы для которых будут поставляться Global по контракту. Большинство из них остались под нынешними брендами, хотя станции Real были переименованы в Heart и начали транслировать программы этой радиосети. Global сохранил контроль над всеми остальными станциями, перезапустив существующие Heart North West и Wales в качестве Capital и переведя большую часть радиостанций Gold перешли на Smooth London / Network.
В июне 2015 года было объявлено, что Даррен Сингер будет назначен финансовым директором.
В феврале 2017 года Global изменила название своей компании с 'This is Global Limited' на 'Global Media & Entertainment Limited'. Также её подразделения Global Radio, Global Entertainment и Global Television были объединены.
1 марта 2018 года Global запустило церемонию награждения The Global Awards, посвященное звездам музыки, новостей и развлечений в разных жанрах в Великобритании и со всего мира.
В сентябре 2018 года Global в рамках диверсификации объявила о приобретении компаний в сфере наружной рекламы — Exterion, Primesight и Outdoor Plus.
В сентябре 2019 года владелец радиостанций Banbury Sound, Rugby FM и Touch FM Quidem заключили лицензионное соглашение с Global Radio, по которому эти активы подвергнут ребрендингу за счёт брендов из портфолио Global. В начале октября Ofcom открыл консультацию после того, как Quidem попросил внести существенные изменения в форматы шести своих станций. 2 декабря три радиостанции объединились и начали вещание в качестве радиостанции Capital Mid-Counties..
К 2022 году радиостанции компании слушало 26 миллионов человек, что составляло 24% от всей аудитории радио в Великобритании.

## Радиостанции
- Capital (хит-музыка) — группа из 11 радиостанций, возникшая 3 января 2011 года.
  - Capital Dance (танцевальная музыка). Национальное цифровое радио.
- Capital Xtra (Urban). Возникло 7 октября 2013 года после переформатирования Choise FM, доступно через DAB.[20]
  - Capital XTRA Reloaded (хип-хоп, танцевальная музыка, гаражная музыка, R&B и грайм из 1990-х — 2000-х годов). Вещает в Бирмингиме и через цифровой формат.
- Heart (поп-музыка). Имеет сестринские радиостанции:
  - Heart 70s,
  - Heart 80s,
  - Heart 90s
  - Heart Dance
- Classic FM — общенациональная радиостанция, транслирующая классическую музыку.
- Smooth Radio (easy listening).
- LBC — новостное радио.
- LBC News — новостная радио, делающая упор на освещение событий во всей стране.
- Radio X — транслирует альтернативный рок и независимую музыку.
- Gold — транслирует музыку от 1950-х до 1980-х годов в двух вариантах: для Англии с Уэльсом, и Шотландии
- Цифровые радиостанции:
  - Smooth Extra
  - Smooth Country
  - Smooth Chill (наследник радиостанции Chill).
  - Heart Extra
  - Heart Dance,
  - Heart 70s
  - Heart 90s.
  - Smooth Christmas[21]